# Greenidea spinotibium
Greenidea spinotibium är en insektsart. Greenidea spinotibium ingår i släktet Greenidea och familjen långrörsbladlöss. Inga underarter finns listade i Catalogue of Life.